# Aphytis abnormis
Aphytis abnormis är en stekelart som först beskrevs av Howard 1881.  Aphytis abnormis ingår i släktet Aphytis och familjen växtlussteklar. Inga underarter finns listade i Catalogue of Life.